# ZF2001
Il ZF2001, chiamato a livello commerciale RBD-Dimer, è un vaccino peptidico contro il virus SARS-CoV-2 responsabile della COVID-19, sviluppato da Anhui Zhifei Longcom in collaborazione con l'Istituto di Microbiologia presso l'Accademia delle Scienze Cinese.
ZF2001 utilizza una tecnologia simile ad altri vaccini a base di proteine come quello della Novavax, Vector Institute e Medicago; la somministrazione è per iniezione intramuscolare.
È stato approvato per l'uso emergenziale in Uzbekistan nel marzo 2021.